# SPAD S.XVII
Die SPAD S.XVII war ein einsitziges Doppeldecker-Jagdflugzeug des französischen Herstellers Société de Production des Aéroplanes Deperdussin.

## Allgemeines
Dieser Jagdeinsitzer war eine verbesserte Version der erfolgreichen SPAD S.XIII, die kurz vor dem Ende des Ersten Weltkrieges entwickelt wurde.
Da diese Maschine neben der Luftjagd auch als Luftbildaufklärer eingesetzt werden sollte, wurde sie im Gegensatz zur S.XIII mit nur einem MG ausgestattet, dafür mit zwei Kameras versehen.
Allerdings hatten die SPAD-Konstrukteure diverse Verbesserungen ausgearbeitet, wie die leicht vergrößerte Spannweite sowie vergrößerte Querruder. Außerdem war ein leistungsfähigerer Motor eingebaut worden, ein Hispano-Suiza 8B. Dies erhöhte die bereits bei der S.VII ausgezeichneten Flugeigenschaften erheblich. Zudem wurde die S.XIII mit einem zweiten Maschinengewehr ausgestattet.
Neben einer Verbesserung und Verstärkung der Zelle erhielt die S.XVII einen stärkeren Motor, den Hispano-Suiza 8F mit einer Leistung von 224 kW (300 PS).
Gebaut wurden zwanzig Exemplare dieses Typs.

## Aufbau
Bei der S.XIII handelte es sich um einen zweistieligen Doppeldecker.
Rumpf und Tragflächen waren stoffbespannte Holzkonstruktionen mit Aluminiumblechen im vorderen Rumpfbereich.
Obere und untere Tragflächen waren gleich lang und ohne Staffelung ausgeführt; Querruder an den oberen Tragflächen.
Die Maschine hatte ein zweirädriges Fahrwerk sowie einen Hecksporn.

## Technische Daten (soweit bekannt)
| Kenngröße             | Daten                                                          |
| --------------------- | -------------------------------------------------------------- |
| Besatzung             | 1                                                              |
| Länge                 | 6,30 m                                                         |
| Spannweite            | 8,10 m                                                         |
| Höhe                  | 2,35 m                                                         |
| Antrieb               | ein V-Motor Hispano-Suiza 8F mit 300 PS (221 kW)               |
| Höchstgeschwindigkeit | 240 km/h                                                       |
| Bewaffnung            | 1 × Vickers-MG, Kal. 7,7 mm, nach vorn feuernd, synchronisiert |